# Anton Pavlovics Sinder
Anton Pavlovics Sinder (ukrán betűkkel: Антон Павлович Шиндер; Szumi, 1987. június 13.) ukrán válogatott labdarúgó.

## Pályafutása
Sinder a német Jahn Regensburg akadémiáján nevelkedett. A Sahtar Doneck csapatával 2014-ben ukrán kupadöntős volt. Kétszeres ukrán válogatott.

### Mérkőzései az ukrán válogatottban
| #  | Dátum               | Ellenfél   | Eredmény | Kiírás              | Esemény |
| -- | ------------------- | ---------- | -------- | ------------------- | ------- |
| 1. | 2011. szeptember 6. | Csehország | 0 – 4    | barátságos mérkőzés | 80'     |
| 2. | 2012. november 14.  | Bulgária   | 1 – 0    | barátságos mérkőzés | 75'     |

## Sikerei, díjai
- Sahtar Doneck:
  - Ukrán kupa döntős: 2014